# Чемпионат СССР по лыжным гонкам 1962
34-й лично-командный чемпионат СССР по лыжным гонкам проводился на I зимней Спартакиаде народов СССР в Свердловске с 4 по 11 марта 1962 года. Соревнования проводились по семи дисциплинам — гонки на 15, 30 и 50 км, эстафета 4×10 км (мужчины), гонки на 5 и 10 км, эстафета 4х5 км (женщины).

## Медалисты

### Мужчины
|                  | Золото                                                                         | Серебро                                                                 | Бронза                                                              |
| ---------------- | ------------------------------------------------------------------------------ | ----------------------------------------------------------------------- | ------------------------------------------------------------------- |
| Гонка на 15 км   | Ваганов Геннадий Советская Армия Москва                                        | Красавин Владимир Советская Армия Ленинград                             | Кирьянов Владимир Советская Армия Петрозаводск                      |
| Гонка на 30 км   | Утробин Иван «Труд» Москва                                                     | Рудковский Евгений «Спартак» Москва                                     | Иерусалимский Владимир «Спартак» Москва                             |
| Гонка на 50 км   | Терентьев Федор Советская Армия Москва                                         | Кузнецов Алексей «Урожай» Горький                                       | Тихомолов Станислав «Динамо» Ленинград                              |
| Эстафета 4х10 км | Москва Утробин Иван Рудковский Евгений Иерусалимский Владимир Ваганов Геннадий | Ленинград Красавин Владимир Шагов Иван Любимов Иван Тихомолов Станислав | Эстонская ССР Зеленцов Валерий Окс Арви Чернявский Хейво Тикк Рейно |

### Женщины
|                 | Золото                                                              | Серебро                                                                  | Бронза                                                                |
| --------------- | ------------------------------------------------------------------- | ------------------------------------------------------------------------ | --------------------------------------------------------------------- |
| Гонка на 5 км   | Колчина Алевтина «Динамо» Москва                                    | Мекшило Евдокия Советская Армия Ленинград                                | Терехина Нина «Урожай» Московская область                             |
| Гонка на 10 км  | Колчина Алевтина «Динамо» Москва                                    | Гусакова Мария «Спартак» Ленинград                                       | Терехина Нина «Урожай» Московская область                             |
| Эстафета 4х5 км | Ленинград Зайцева Нина Мекшило Евдокия Каалисте Анна Гусакова Мария | Москва Баранова Любовь Ерошина Радья Ковалевская Полина Колчина Алевтина | РСФСР Малашкевич Алла Боярских Клавдия Смирнова Евдокия Терехина Нина |

Лично-командное первенство СССР (1-е) в лыжной гонке на 70 км среди мужчин проводилось в Мончегорске 8 апреля 1962 года.

### Мужчины (70 км)
|                | Золото                              | Серебро                                 | Бронза                               |
| -------------- | ----------------------------------- | --------------------------------------- | ------------------------------------ |
| Гонка на 70 км | Рудковский Евгений «Спартак» Москва | Иерусалимский Владимир «Спартак» Москва | Солдатов Владимир «Динамо» Ленинград |